# Herbstein
Herbstein település Németországban, Hessen tartományban. Lakosainak száma 4625 fő (2023. december 31.).

## Népesség
A település népességének változása:
| Lakosok száma | 4801 | 4788 | 4665 | 4685 | 4625 |
|               | 2017 | 2019 | 2021 | 2022 | 2023 |

## Testvérvárosai
Hévíz, Magyarország